# 喬治·克魯斯
喬治·克魯斯（英語：George Kruis；1990年2月22日—）是一位英格蘭橄欖球運動員。他是英格蘭國家橄欖球隊的一員，代表英格蘭參加了2015年世界盃橄欖球賽。